# Artéria tireóidea ima
A artéria tireóidea ima ou artéria de Neubauer (em inglês:  thyroid ima artery, TIA) é a artéria da cabeça e pescoço. Esta é uma variante anatômica, quando presente, fornece sangue para a tireoide, sendo fornecida principalmente pelas artérias tireoidianas inferior e superior. Em casos raros, a artéria também fornece a traqueia, as glândulas paratireóides e o timo (thymica accessoria). De acordo com relatos, quando um ou ambos os vasos sanguíneos da glândula tireoide inferior estão ausentes, é uma artéria compensatória e, em alguns casos, é a única fonte de sangue para a glândula tireoide. Apesar de surgir principalmente do tronco braquiocefálico, também pode vir de outras fontes. Seu tamanho, suprimento de sangue e terminação variam. A artéria ocorre em apenas 3-10% da população. Devido às suas variações, pode causar complicações cirúrgicas, como sangramento intenso.

## Estrutura

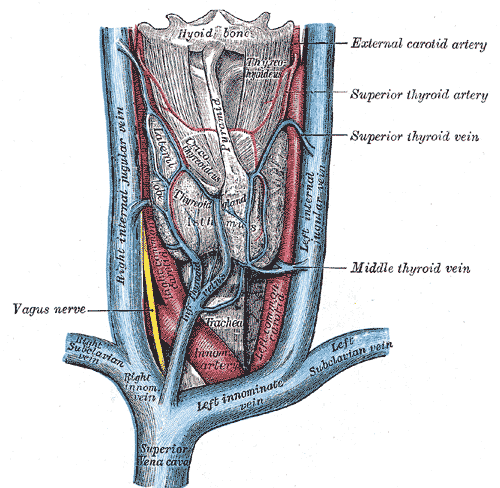
As veias da glândula tireoide (artéria tireóidea ima não rotulada, mas a região de origem e rota são visíveis)

A artéria tireóidea ima é uma artéria embrionária e ocorre devido à falha do vaso em fechar, permanecendo patenteado (aberto).
A artéria tem uma origem variável. Ela surge principalmente do tronco braquiocefálico, mas também pode originar-se do arco da aorta, da carótida comum direita, da subclávia, da artéria pericardiofrênica, do tronco tireocervical, da escápula transversal ou da artéria torácica interna. Ela se eleva na frente da traqueia no mediastino superior até a parte inferior da glândula tireoide.
Seu tamanho, varia desde as pequenas artérias de tireoide acessórias até o tamanho de vasos da tireoide primária. O diâmetro do lúmen arterial varia de 3-5 milímetros (0,12-0,20 polegadas). A artéria pode estar presente como artéria acessória da tireoide, mas às vezes parece compensar a incompetência ou ausência de um, ou mais vasos principais da tireoide. Como começa de baixo da glândula tireoide e sobe, está principalmente associada à ausência ou ao tamanho reduzido das artérias tireoidianas inferiores. Nesses casos, ela é conhecida como artéria tireoide inferior acessória. Em casos raros, a artéria tem sido vista como compensando a ausência de uma ou ambas as artérias da tireoide superior.
Nos casos em que o comprimento da artéria tireóidea ima é menor, a artéria termina fornecendo a glândula timo e é conhecida como thymica accessoria.

## Função

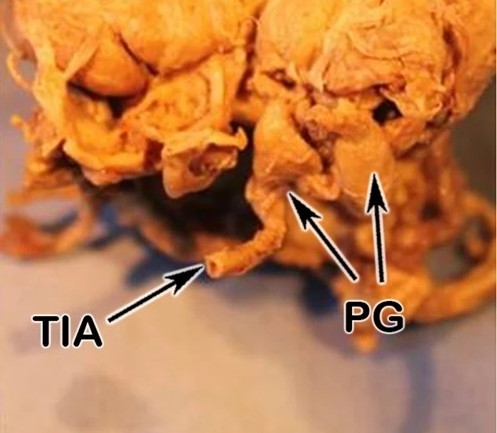
Tireóidea ima marcada na imagem como TIA, paratiroides como PG

Quando presente, o principal suprimento da tireóidea ima é a glândula tireoide, embora ela também forneça a traqueia. A artéria pode se estender e abastecer as glândulas paratireóides. Uma artéria raramente observada, é mais frequentemente relatada no contexto de glândulas paratireóides aumentadas (adenoma de paratiroide). A artéria termina fornecendo a tireoide, ou as glândulas paratireóides, como uma única unidade ou como múltiplos ramos. A artéria também é encontrada como o único suprimento da paratireóide em casos raros.

## Significância clínica
A artéria está presente apenas em cerca de 3-10% da população. A artéria tireóidea ima é de importância cirúrgica; devido ao seu tamanho relativamente pequeno e presença pouco frequente, pode causar complicações como sangramento grave na cirurgia do tórax, traqueia, tireoide ou glândulas paratireóides.  O conhecimento da ocorrência da artéria é especialmente importante durante a traqueostomia e a tireoidectomia. Como a artéria é menor que os outros vasos da tireoide, e tendo origem em um dos vasos maiores, um corte rápido durante a realização da cirurgia pode causar complicações como hemorragia severa e perda significativa de sangue. A artéria, se dissecada, pode voltar para o mediastino e complicar ainda mais a condição, causando hemorragia e coágulos na cavidade torácica.

## História
A artéria tireóidea ima foi definida pela primeira vez por Johann E. Neubauer no ano de 1772. Por isso, foi denominada (em inglês) como thyroid artery of Neubauer. Marie Philibert Constant Sappey, observou que a artéria é uma supranumerária que brota do arco da inominada e afirmou de ser rara. Beaumanoir, em uma situação, alegou que os vasos da tireóidea ima tinham grandes calibres (diferente de outras artérias da tireoide que eram de tamanho normal) e eram divididos em três ramos. Ela tem origem inferior às tiroides inferiores, por isso também é conhecida (em inglês) como lowest thyroid artery.
Arteria thyreoidea ima é o nome em latim da artéria.

## Outros animais
A presença da artéria tireóidea ima também é observada em outros primatas superiores. A artéria tem sido relatada em gorilas, gibões, macacos e langures cinzentos. Variações na origem também foram observadas; descobriu-se que ela era originária da aorta no tórax, ou da carótida no pescoço.